# Michel Virlogeux

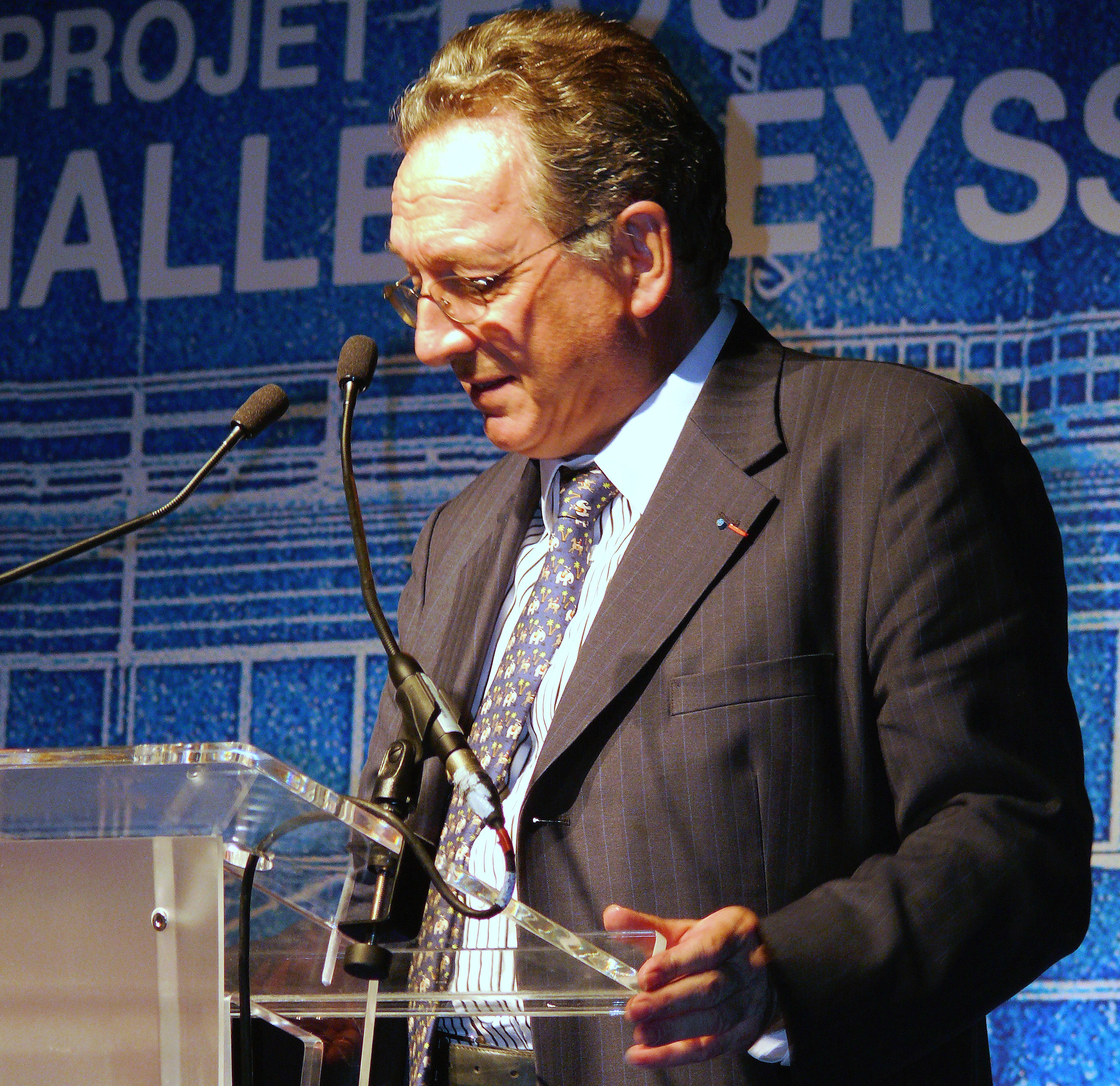

Michel Virlogeux (n. La Flèche, Sarthe; 1946) es un ingeniero civil francés experto en puentes y viaductos. 
Entre sus construcciones más destacables están el viaducto de Millau, el puente Vasco da Gama o el puente de Normandía.
El 27 de marzo de 2005 fue nombrado Caballero de la Legión de Honor.